# 이너트키르헨 운터바서역
이너트키르헨 운터바서역(독일어: Bahnhof Innertkirchen Unterwasser)은 스위스 베른주에 있는 이너트키르헨 지자체에 있는 기차역이다. 1,000mm 표준궤 마이링겐–이너트키르헨 철도(MIB)의 마이링겐-이너트키르헨선 역은 아레강과 가트머바서강의 합류 지점에 있다.

## 운행편
2020년 12월 시간표 변경에 따라 이너트키르헨 운터바서에서 다음 서비스가 정차된다.
- 레기오: 마이링겐과 이너트키르헨 MIB 사이를 30분 간격으로 운행한다.